# 大阪市立恵美小学校
大阪市立恵美小学校（おおさかしりつ えみしょうがっこう）は、大阪市浪速区にあった公立小学校。

## 概要
明治時代初期に発足した小学校を起源としていた。浪速区の南東部、通天閣や今宮戎神社周辺を校区とした。
地域の児童数減少により小規模校の状態が続いていたことで学校統廃合の対象となり、2017年に大阪市立浪速小学校に統合される形で閉校した。

## 沿革

### 学校の発足
明治時代初期の学制発布により、1873年3月12日に当時の西成郡今宮村6番地・今宮村戸長役場2階に第六大区一小区第一番今宮小学校が設置された。この時に設置された今宮小学校が、恵美小学校の起源となっている。
当時の今宮村の村域は、現在の地名では浪速区中部～南部と西成区の北部～中部にあたる。今宮小学校は当時の今宮村全域を校区とした。
小学校令の公布により、1886年に西成郡今宮尋常小学校へと改編された。さらに1896年3月には高等科を併設している。

### 大阪市への編入
1896年4月1日付で大阪市の第一次市域拡張が実施されたことに伴い、今宮村のうち大阪鉄道（現在の関西本線）の線路以北が大阪市に分割編入されることになった。これに伴い、大阪市に編入された地域に位置していた今宮小学校は大阪市立となり、大阪市恵美尋常高等小学校と称した。
一方で今宮村南部は、同様に北部を大阪市に分割編入された西隣の木津村と合併した上で、新たな今宮村として存続することになった。今宮村として存続した地域には当時小学校がなかったため、恵美小学校では引き続き今宮村からの児童を受け入れていた。
1898年には新たな今宮村独自の小学校として、西成郡今宮尋常小学校（のちの大阪市立弘治小学校）が開校した。今宮（弘治）小学校の創立に伴い、恵美尋常高等小学校の校区から今宮村を分離し、今宮村在住の児童は今宮尋常小学校に通学するようになった。

### 恵美第二・恵美第三校の分離
地域の児童数の増加により、1904年に大阪市恵美第二尋常小学校（のちの大阪市立浪速津国民学校）が分離開校した。恵美第二尋常小学校の敷地は、現在の大阪市立浪速小学校・日本橋中学校の場所にあたる。
恵美第二小学校の開校に伴い、従来の恵美尋常高等小学校は大阪市恵美第一尋常高等小学校に改称している。
また1919年には、大阪市恵美第三尋常小学校（のちの大阪市立戎国民学校）を分離している。恵美第三小学校の敷地は、現在の住所表示では浪速区戎本町2丁目6番付近、大阪府立今宮高等学校東側および大阪市立木津中学校南側付近にあたる。
恵美第二校および恵美第三校の校舎は、いずれも建築家・増田清が設計を手がけた（現存せず）。

### 国民学校
1941年には国民学校令が実施された。これに伴い1941年4月1日付で、恵美第一尋常高等小学校は大阪市恵美国民学校、恵美第二尋常小学校は大阪市浪速津国民学校、恵美第三尋常小学校は大阪市戎国民学校へと改称された。
太平洋戦争の戦局悪化により、1944年以降学童集団疎開が実施されることになった。集団疎開先は各行政区ごとに指定され、浪速区の小学校の集団疎開先は滋賀県が割り当てられた。
恵美国民学校では滋賀県栗太郡笠縫村・山田村（現在の草津市）へと学童疎開を実施している。また浪速津国民学校では滋賀県栗太郡瀬田町（現在の大津市瀬田）、戎国民学校では滋賀県甲賀郡貴生川町（現在の甲賀市水口町）へと集団疎開を実施した。
また恵美・浪速津・戎の各国民学校とも高等科を併設していた。しかし大阪市が高等科を1行政区あたり1-2校に集約・統合する方針をとったことに伴い、いずれの高等科も1945年に廃止され、大阪市南栄国民学校へと統合された。

### 戦災と学制改革
1945年の大阪大空襲では、浪速区全域にわたって壊滅的被害を受けた。3月13日の第1回大阪大空襲では戎国民学校が全焼し、恵美・浪速津の両校校舎も半焼の被害を受けている。また恵美・浪速津・戎の各校校区の被害も甚大だった。
太平洋戦争の戦災の影響で、大阪市では1946年4月1日付で、校舎・校区の被害の大きかった国民学校は近隣校と合併する形で休校措置にした。このため浪速津・戎の両国民学校は1946年4月1日付で休校（のち正式に廃校）となり、恵美国民学校へと統合された。
戦前に分離した3校が再び1校に統合される形になり、翌1947年には学制改革により大阪市立恵美小学校へと改称している。

### 学校統廃合
地域での児童数減少に伴い、1学年1クラスの小規模校の状況が長年にわたって続いてきた。このことから、周辺の小学校との統合を含めた学校再編が取り沙汰された。
同じ大阪市立日本橋中学校の校区にあたる、近隣の大阪市立日本橋小学校および大阪市立日東小学校との統合の話が持ち上がり、大阪市立日本橋中学校に新設小学校を併設して施設一環型小中一貫校を設置する構想が具体化した。新しい小学校は大阪市立浪速（なみはや）小学校の名称となり、大阪市立浪速小学校・日本橋中学校（通称・愛称：日本橋小中一貫校）として2017年度に開校することが決まった。
これに伴い従来の恵美小学校は、浪速小学校に統合される形で、2017年3月31日付で閉校した。

### 年表
- 1873年3月12日 - 第六大区一小区第一番小学校として、西成郡今宮村に開校。
- 1886年 - 西成郡今宮尋常小学校となる。
- 1896年3月26日 - 高等科を併設。西成郡今宮尋常高等小学校と称する。
- 1896年4月1日 - 今宮村の大阪市への分離編入に伴い、大阪市恵美尋常高等小学校と改称。
- 1898年 - 西成郡今宮尋常小学校（現在の大阪市立弘治小学校）が創立。これに伴い今宮村地域を校区から分離。
- 1904年 - 大阪市恵美第二尋常小学校（のちの大阪市立浪速津国民学校）を分離。大阪市恵美第一尋常高等小学校に改称。
- 1919年 - 大阪市恵美第三尋常小学校（のちの大阪市立戎国民学校）を分離。
- 1941年4月1日 - 国民学校令により大阪市恵美国民学校となる。
- 1944年 - 滋賀県に学童疎開。
- 1945年3月13日 - 大阪大空襲で校舎・校区被災。
- 1946年4月1日 - 戦災被災に伴い、浪速津国民学校・戎国民学校の2校を合併。
- 1947年4月1日 - 学制改革により大阪市立恵美小学校に改称。
- 2017年3月31日 - 閉校。大阪市立浪速小学校へ統合。

## 跡地活用
2017年の閉校後、校舎は解体された。
2017年に恵美小学校などの統合で日本橋中学校敷地に日本橋小中一貫校を設置した際、従来の日本橋中学校が狭隘だったことから、同中学校に隣接していた関谷町公園を廃止して学校敷地に組み入れる措置をおこなっている。関谷町公園廃止の代替として、恵美小学校に隣接していた恵美公園を拡張する形で、もと恵美小学校敷地を公園敷地に組み入れて近隣公園として一体的に再整備することになった。
恵美公園の再整備については、2020年に大阪市が策定した「新今宮駅北側まちづくりビジョン」により、近隣の街づくりと一体化する形で、にぎわい・憩い空間の創出に寄与する取り組みをおこなっていくと位置づけた。都市公園法に定める公募設置管理制度（Park-PFI）に基づく事業の実施が検討されている。2021年に参入を希望する事業者を対象にしたマーケットサウンディングが実施され、事業等での活用方法を検討中となっている。

## 通学区域
- 大阪市浪速区 恵美須東1-3丁目、恵美須西1-3丁目。

卒業生は大阪市立日本橋中学校に進学していた。

## 交通
- 南海高野線 今宮戎駅 南東へ約250m。
- 大阪市営地下鉄堺筋線 恵美須町駅 南西へ約300m。
- 阪堺電気軌道阪堺線 恵美須町停留場 南西へ約300m。
- 南海本線・高野線・大阪環状線・関西本線（大和路線）新今宮駅 北へ約500m。
- 大阪市営地下鉄御堂筋線・四つ橋線 大国町駅 南東へ約600m。

## 出身者
- 伊藤音次郎 - 航空技術者
- 朝井閑右衛門 - 洋画家